# Ophidion holbrookii
Ophidion holbrookii — вид риб родини Ошибневих (Ophidiidae). Поширений у західній Атлантиці від Північної Кароліни (США) і північної Мексиканської затока на південь до південно-східної Бразилії. Морська рифова тропічна демерсальна риба, що сягає 30 см довжиною.